# Райън Куонтън
Райън Крисчън Куонтън (на английски: Ryan Christian Kwanten) (роден на 28 ноември 1976 г.) е австралийски актьор. Най-известен е с ролята си на Джейсън Стакхаус в сериала „Истинска кръв“.